# Ахтервер
Ахтервер (њем. Achterwehr) општина је у њемачкој савезној држави Шлезвиг-Холштајн. Једно је од 165 општинских средишта округа Рендсбург. Према процјени из 2010. у општини је живјело 926 становника. Посједује регионалну шифру (AGS) 1058001, NUTS (DEF0B) и LOCODE (DE AWR) код.

## Географија
Ахтервер се налази у савезној држави Шлезвиг-Холштајн у округу Рендсбург. Општина се налази на надморској висини од 29 метара. Површина општине износи 15,6 km².

## Становништво
У самом мјесту је, према процјени из 2010. године, живјело 926 становника. Просјечна густина становништва износи 59 становника/km².